# Martin Woods
Pour les articles homonymes, voir Woods.
Martin Paul Woods (né à Airdrie le 1er janvier 1986), est un footballeur écossais.

## Carrière
Le 5 juin 2007, Woods est recruté pour quatre ans au club de Doncaster Rovers. Son ambition, en signant à Doncaster, est d'accéder à l'équipe d'Écosse de football, n'ayant jusqu'alors joué que jusqu'à la sélection espoirs.
Le 23 septembre 2010, il signe une prolongation de contrat à Doncaster, se liant avec le club jusqu'en 2013.

## Palmarès

### En club
- Ross County
  - Vainqueur de la Coupe de la Ligue écossaise en 2016